# Saint-Salvy-de-la-Balme
Saint-Salvy-de-la-Balme település Franciaországban, Tarn megyében. Lakosainak száma 528 fő (2022. január 1.). Saint-Salvy-de-la-Balme Le Bez, Boissezon, Burlats, Cambounès, Castres és Noailhac községekkel határos.

## Népesség
A település népessége az elmúlt években az alábbi módon változott:
| Lakosok száma | 541  | 532  | 537  | 522  | 516  | 510  | 507  | 518  | 528  |
|               | 2013 | 2015 | 2016 | 2017 | 2018 | 2019 | 2020 | 2021 | 2022 |